# NGC 858-1
NGC 858-1 (другие обозначения — ESO 478-13, MCG -4-6-16, AM 0210-224, IRAS02102-2242, PGC 8451) — спиральная галактика с перемычкой (SBc) в созвездии Кит.
Этот объект входит в число перечисленных в оригинальной редакции «Нового общего каталога».
Существует предположение, что галактика находится в паре с 2MASXJ02123376-2228092 (часто называется NGC 858-2), однако об этой галактике практически ничего не известно, и на изображениях доказательств физического взаимодействия объектов нет, поэтому неизвестно, являются ли NGC 858-1 и NGC 858-2 физической или просто оптической парой.